# Tatwin
Tatwin (auch Tatwine, Tatuin, Tatuinus; † 30. Juli 734) war von 731 bis 734 Erzbischof von Canterbury.

## Leben
Tatwin stammte aus Mercia. Er war Priester im Kloster Briudun bei dem heutigen Dorf Breedon-on-the-Hill in Leicestershire und bekannt wegen seines Glaubens, seiner Weisheit und besonders wegen seiner Kenntnis der heiligen Schriften. Am 10. Juni 731 wurde Tatwin von den Bischöfen Daniel von Winchester, Ingwald von London, Aldwin von Lichfield und Ealdwulf von Rochester zum Bischof geweiht. Symeon von Durham gibt das Jahr 732 und die Angelsächsische Chronik 729 an. Nachdem Tatwin 733 von Papst Gregor III. das Pallium erhalten hatte weihte er die Bischöfe Alwig und Sigfrid. Er starb am 30. Juli 734 und wurde später heiliggesprochen.

## Werke
Seine beiden wichtigsten Werke sind:
Die Ars Tatuini ist eine Grammatik, die sich mit den "Acht Teilen der Rede" befasst. Tatwin benutzte Donatus, Consentius und Servius als Vorlagen, die er zum Teil wörtlich übernahm, teils kürzte und um ein Kapitel über Verben erweiterte. Durch seinen einfachen Stil war es als Anfängerlehrbuch geeignet und fand über England hinaus Verbreitung. Das Buch entstand vor seiner Weihe zum Erzbischof.
Enigmata ist eine Sammlung von 40 Rätseln zu verschiedenen Themen, wie Philosophie, Nächstenliebe, Fünf Sinne, Alphabet, Buch und Feder. Die Rätsel, deren jeweilige Lösung in der Überschrift genannt wird, wurden nicht nur zur Unterhaltung geschrieben, sondern sollten auch der Belehrung dienen. Die 40 Rätsel sind auf kunstvolle Weise durch die Anfangs- und Endbuchstaben der Anfangsverse verknüpft, indem die Anfangsbuchstaben sich in absteigender Reihenfolge zu einem Akrostichon (sub deno quater haec diuerse enigmata torquens) und ebenso die Endbuchstaben sich in umgekehrter aufsteigender Reihenfolge zu einem Telestichon (stamine metrorum exstructor conserta retexit) verbinden lassen. Eine Conclusio, die in einem Teil der Überlieferung an den Anfang des Werks gestellt ist, weist ausdrücklich auf diese kunstvolle Anlage hin.
Die einzelnen Rätsel sind, wie es dem Genre entspricht, in einem auf den heutigen Leser monoton wirkenden Stil geschrieben und entsprechen auch in Metrik und Prosodie weniger dem klassischen, als dem Usus ihrer Zeit. Das Buch entstand wahrscheinlich nach seiner Weihe zum Erzbischof.